# Wiesław Walankiewicz
Wiesław Andrzej Walankiewicz (ur. 1949, zm. 29 października 2020) – polski ornitolog, dr hab.

## Życiorys
Obronił pracę doktorską, 29 stycznia 2008 habilitował się na podstawie pracy zatytułowanej Czynniki ograniczające zagęszczenia lęgowe muchołówki białoszyjej Ficedula albicollis w pierwotnych grądach Białowieskiego Parku Narodowego - cykl 6 prac. Został zatrudniony na stanowisku profesora uczelni w Uczelni Społeczno-Medycznej w Warszawie.
Był profesorem nadzwyczajnym w Instytucie Biologii na Wydziale Przyrodniczym Uniwersytetu Przyrodniczo-Humanistycznego w Siedlcach.
Zmarł 29 października 2020.